# Eulophia platypetala
Eulophia platypetala är en orkidéart som beskrevs av John Lindley. Eulophia platypetala ingår i släktet Eulophia och familjen orkidéer. Inga underarter finns listade i Catalogue of Life.